# Enrique López Zarza
Enrique López Zarza (25 ottobre 1957) è un allenatore di calcio ed ex calciatore messicano, di ruolo centrocampista.

## Carriera
Con la nazionale messicana ha preso parte al campionato del mondo 1978, tenutosi in Argentina.

## Palmarès

### Giocatore

#### Competizioni nazionali
- Campeón de Campeones: 1

Pumas UNAM: 1975

#### Competizioni internazionali
- CONCACAF Champions' Cup: 2

Pumas UNAM: 1980, 1982
- Coppa Interamericana: 1

Pumas UNAM: 1980